# Godnowa
Godnowa (niem. Goidinowe, w latach 1939–1945 Amwald)  – wieś w Polsce położona w województwie dolnośląskim, w powiecie milickim, w gminie Milicz.

## Podział administracyjny
W latach 1975–1998 miejscowość administracyjnie należała do województwa wrocławskiego.